# Unser Mann im Dschungel
Unser Mann im Dschungel (Video-Titel: Amazonas Mission) ist ein deutscher Spielfilm aus dem Jahr 1985. Die Kinopremiere fand am 11. Juni 1987 statt. Die Erstaufführung im deutschen Fernsehen folgte am 3. August 1988 in der ARD.

## Handlung
In dem Abenteuerfilm spielt Armin Mueller-Stahl den deutschen Ingenieur Lutz Kehlmann, der in Südamerika ein Staudammprojekt leiten soll. Sein Vorgänger ist überraschend gestorben. Als Kehlmann gemeinsam mit einem ranghohen Militär das Gebiet, das für den Staudamm geopfert werden soll, überfliegt, stürzt ihr Hubschrauber ab und der Ingenieur wacht verletzt als einziger Überlebender im Dschungel auf.

## Hintergrund
Rudolf Steiner drehte den Film gemeinsam mit dem Drehbuchautor Peter Stripp in Ecuador. Die Geschichte des deutschen Ingenieurs wird in ruhigen Bildern und langen Einstellungen erzählt. Das Bild, das der Abenteuerfilm von den Dschungelbewohnern zeichnet, schwankt zwischen Anhängern von Voodookulten und dem guten Wilden, der das einfache Leben in der unberührten Natur der Zivilisation vorzieht.

## Kritik
- TV Spielfilm: „Das Thema ‚ökologische Ausbeutung‘ als Alibi für einen faden Krimi.“